# Sécurité publique
Cet article possède un paronyme, voir Sûreté publique.
Sécurité publique désigne généralement les différents aspects d'ordre public et de sécurité visant à protéger la population d'un État contre les menaces internes, par opposition à la sécurité extérieure qui vise la défense d'un territoire contre des menaces étrangères.
Généralement, les polices nationale, municipale, la gendarmerie nationale et la douane sont chargés de veiller à la sécurité publique.
En France, la direction centrale de la Sécurité publique (DCSP) est l'une des directions actives de la direction générale de la Police nationale du ministère de l'Intérieur français.